# Ceiba rosea
Espèce
Classification phylogénétique
Statut de conservation UICN

 VU  : Vulnérable
Ceiba rosea est une espèce de plante de la famille des Bombacaceae. On la trouve en Colombie, au Costa Rica, et au Panama. Cet arbre est en danger à cause de la perte de son habitat. 